# Барлета
Барлета (итал. Barletta) је град у јужној Италији. Барлета је други по величини град и једно од средишта округа Барлета-Андрија-Трани у оквиру италијанске покрајине Апулија.

## Природне одлике
Град Барлета налази се у јужном делу Италије, на 60 км западно од Барија. Град се налази на јужној обали Јадранског мора, а у позадини се налази приобална равница. Рибарско је и пољопривредно средиште. Барлета је позната и по индустрији цемента, хемијских производа, производњи вина и уља.

## Историја
У Барлети се налази Спомен-костурница умрлих рањеника НОВЈ и избеглица пред окупаторским терором у Другом светском рату. Спомен-костурница је дело југословенског вајара Душана Џамоње.

## Географија
| Клима (Барлета)            | Клима (Барлета) | Клима (Барлета) | Клима (Барлета) | Клима (Барлета) | Клима (Барлета) | Клима (Барлета) | Клима (Барлета) | Клима (Барлета) | Клима (Барлета) | Клима (Барлета) | Клима (Барлета) | Клима (Барлета) | Клима (Барлета) |
| Показатељ \ Месец          | .Јан.           | .Феб.           | .Мар.           | .Апр.           | .Мај.           | .Јун.           | .Јул.           | .Авг.           | .Сеп.           | .Окт.           | .Нов.           | .Дец.           | .Год.           |
| -------------------------- | --------------- | --------------- | --------------- | --------------- | --------------- | --------------- | --------------- | --------------- | --------------- | --------------- | --------------- | --------------- | --------------- |
| Средњи максимум, °C (°F)   | 11,4 (52,5)     | 12,4 (54,3)     | 14,9 (58,8)     | 18,5 (65,3)     | 23,3 (73,9)     | 27,7 (81,9)     | 30,7 (87,3)     | 30,7 (87,3)     | 26,8 (80,2)     | 21,4 (70,5)     | 16,5 (61,7)     | 12,9 (55,2)     | 30,7 (87,3)     |
| Средњи минимум, °C (°F)    | 4,1 (39,4)      | 4,3 (39,7)      | 6,0 (42,8)      | 8,4 (47,1)      | 12,3 (54,1)     | 16,2 (61,2)     | 18,8 (65,8)     | 19,0 (66,2)     | 16,2 (61,2)     | 12,3 (54,1)     | 8,5 (47,3)      | 5,6 (42,1)      | 4,1 (39,4)      |
| Количина падавина, mm (in) | 52 (20,5)       | 58 (22,8)       | 46 (18,1)       | 43 (16,9)       | 39 (15,4)       | 30 (11,8)       | 22 (8,7)        | 26 (10,2)       | 49 (19,3)       | 61 (24)         | 62 (24,4)       | 60 (23,6)       | 548 (215,7)     |
| [ тражи се извор ]         |                 |                 |                 |                 |                 |                 |                 |                 |                 |                 |                 |                 |                 |

## Становништво
Према резултатима пописа становништва 2011. у општини је живело 94.239 становника.
| 1931.  | 1936.  | 1951.  | 1961.  | 1971.  | 1981.  | 1991.  | 2001.  | 2011.  |
| ------ | ------ | ------ | ------ | ------ | ------ | ------ | ------ | ------ |
| 48.038 | 52.386 | 64.282 | 68.035 | 75.728 | 83.453 | 89.527 | 92.094 | 94.239 |

Барлета данас има око 94.000 становника, махом Италијана. Последњих деценија број становника у граду расте.

## Партнерски градови
- Херцег Нови

## Галерија
- Главна Улица Виторио Емануеле
- Пешачка улица у старој Барлети
- Палата дела Мара
- Замак Звево-Нормано
- Спомен-костурница Југословенима умрлима у Другом светском рату на тлу Италије